# Église de Kemijärvi
L’église de Kemijärvi (finnois : Kemijärven kirkko) est une église luthérienne construite à Kemijärvi en Finlande.

## Description
L'église, qui ressemble beaucoup à l'église de Rovaniemi, dispose de 850 sièges.
L'orgue à 41 jeux est fabriqué en 1984 par Gerhard Schmid.
Le retable peint en 1950 par Aale Hakava représente Jésus enlevé de la croix.